# TePe Sigeman & Co Chess Tournament
Das TePe Sigeman & Co Chess Tournament ist ein Schachturnier, das seit 1993 jährlich im schwedischen Malmö stattfindet. Es wurde bis 2008 als einründiges Rundenturnier unter zehn Teilnehmern ausgetragen, danach wurde die Teilnehmerzahl auf sechs beziehungsweise seit 2019 auf acht Spieler reduziert. Eine Ausnahme bildete das Turnier im Jahr 2000, an dem nur vier Großmeister teilnahmen, aber ein doppelründiges Turnier ausspielten. Bis 2014 trug das Turnier nur den Namen Sigeman & Co Chess Tournament entsprechend der Firma des Anwalts Johan Sigeman. Nach einer kurzen Pause wurde das Turnier 2017 mit dem Einstieg des zweiten Hauptsponsors TePe neu belebt.
Organisator der Turniere ist der Schachklub Limhamns SK, traditioneller Spielort für das Turnier war bis 2018 das Hipp Theater in Malmö. Bei den Ausgaben zwischen 2003 und 2005 fanden die letzten Spielrunden in Spielstätten in oder nahe Kopenhagen statt und die Københavns Skak Union war Mitorganisator.
Bei den Turnieren kommt eine klassische Bedenkzeit zum Einsatz: 90 Minuten Startzeit, nach dem 40. Zug weitere 30 Minuten sowie ein Zeitinkrement von 30 Sekunden bereits ab dem ersten Zug. Bis 2021 wurde mit 100 Minuten gestartet zuzüglich 50 Minuten nach dem 40. und weitere 15 Minuten nach dem 60. Zug, ebenso mit 30 Sekunden Inkrement ab dem ersten Zug. Bis 2013 betrugen diese Zeiten 120 Minuten, 60 Minuten (nach 40 Zügen) und 30 Minuten (nach 60 Zügen).
| # | Spieler           | Jahre            |
| - | ----------------- | ---------------- |
| 3 | Ferdinand Hellers | 1993, 1994, 1997 |
| 3 | Jan Timman        | 2001, 2005, 2006 |
| 3 | Nigel Short       | 2002, 2009, 2013 |
| 3 | Nils Grandelius   | 2013, 2017, 2018 |
| 2 | Curt Hansen       | 1994, 2004       |
| 2 | Anish Giri        | 2010, 2011       |

| Jahr | Zeitraum                   | Sieger                                      | Teilnehmer | Spielort                                              |
| ---- | -------------------------- | ------------------------------------------- | ---------- | ----------------------------------------------------- |
| 1993 | 15. bis 23. Juni 1993      | Ferdinand Hellers                           | 10         |                                                       |
| 1994 |                            | Ferdinand Hellers Curt Hansen               | 10         |                                                       |
| 1995 | 30. Mai bis 7. Juni 1995   | Ivan Sokolov                                | 10         |                                                       |
| 1996 | 11. bis 19. Juni 1996      | Viktor Kortschnoi                           | 10         |                                                       |
| 1997 | 10. bis 18. Juni 1997      | Ferdinand Hellers                           | 10         |                                                       |
| 1998 | 9. bis 17. Juni 1998       | Joël Lautier Igor Miladinović               | 10         |                                                       |
| 1999 | 8. bis 16. Juni 1999       | Boris Gelfand                               | 10         |                                                       |
| 2000 | 23. bis 29. Mai 2000       | Judit Polgár                                | 4          | Hipp Theater                                          |
| 2001 | 12. bis 20. Juni 2001      | Boris Franzewitsch Gulko Jan Timman         | 10         | Hipp Theater                                          |
| 2002 | 6. bis 14. Juni 2002       | Nigel Short                                 | 10         | Hipp Theater                                          |
| 2003 | 29. April bis 8. Mai 2003  | Wassyl Iwantschuk                           | 10         | Hipp Theater (1–5) Hotel Richmond (6–9; Kopenhagen)   |
| 2004 | 30. April bis 9. Mai 2004  | Peter Heine Nielsen Curt Hansen             | 10         | Hipp Theater (1–5) Quality Hotel (6–9; Høje-Taastrup) |
| 2005 | 15. bis 24. April 2005     | K. Sasikiran Jan Timman                     | 10         | Hipp Theater (1–5) Quality Hotel (6–9; Høje-Taastrup) |
| 2006 | 28. April bis 6. Mai 2006  | Jan Timman                                  | 10         | Hipp Theater                                          |
| 2007 | 18. bis 26. April 2007     | Iwan Tscheparinow                           | 10         | Hipp Theater                                          |
| 2008 | 22. bis 30. April 2008     | Tiger Hillarp Persson                       | 10         | Hipp Theater                                          |
| 2009 | 3. bis 7. Juni 2009        | Nigel Short                                 | 6          | Hipp Theater                                          |
| 2010 | 26. bis 30. Mai 2010       | Anish Giri                                  | 6          | Hipp Theater                                          |
| 2011 | 9. bis 13. Juni 2011       | Anish Giri Wesley So Hans Tikkanen          | 6          | Hipp Theater                                          |
| 2012 | 9. bis 16. Mai 2012        | Fabiano Caruana                             | 8          | Hipp Theater                                          |
| 2013 | 22. bis 28. Mai 2013       | Nigel Short Richárd Rapport Nils Grandelius | 8          | Hipp Theater                                          |
| 2014 | 15. bis 19. Mai 2014       | Laurent Fressinet                           | 6          | Hipp Theater                                          |
| 2017 | 10. bis 14. Mai 2017       | Nils Grandelius Baadur Dschobawa            | 6          | Hipp Theater                                          |
| 2018 | 4. bis 8. Mai 2018         | Nils Grandelius Santosh Gujrathi Vidit      | 6          | Hipp Theater                                          |
| 2019 | 3. bis 9. Mai 2019         | Gawain Jones                                | 8          | Malmö Live                                            |
| 2021 | 23. bis 29. September 2021 | Jorden van Foreest                          | 8          | Elite Plaza Hotel                                     |
| 2022 | 3. bis 9. Mai 2022         | Hans Moke Niemann                           | 8          | Malmö Live                                            |
| 2023 | 4. bis 10. Mai 2023        | Pjotr Swidler                               | 8          | Elite Plaza Hotel                                     |
| 2024 | 27. April bis 3. Mai 2024  | Nodirbek Abdusattorov                       | 8          | Elite Plaza Hotel                                     |
| 2025 | 20. bis 26. Mai 2025       | Javohir Sindarov                            | 8          | Elite Plaza Hotel                                     |